# Kamakura kaidō

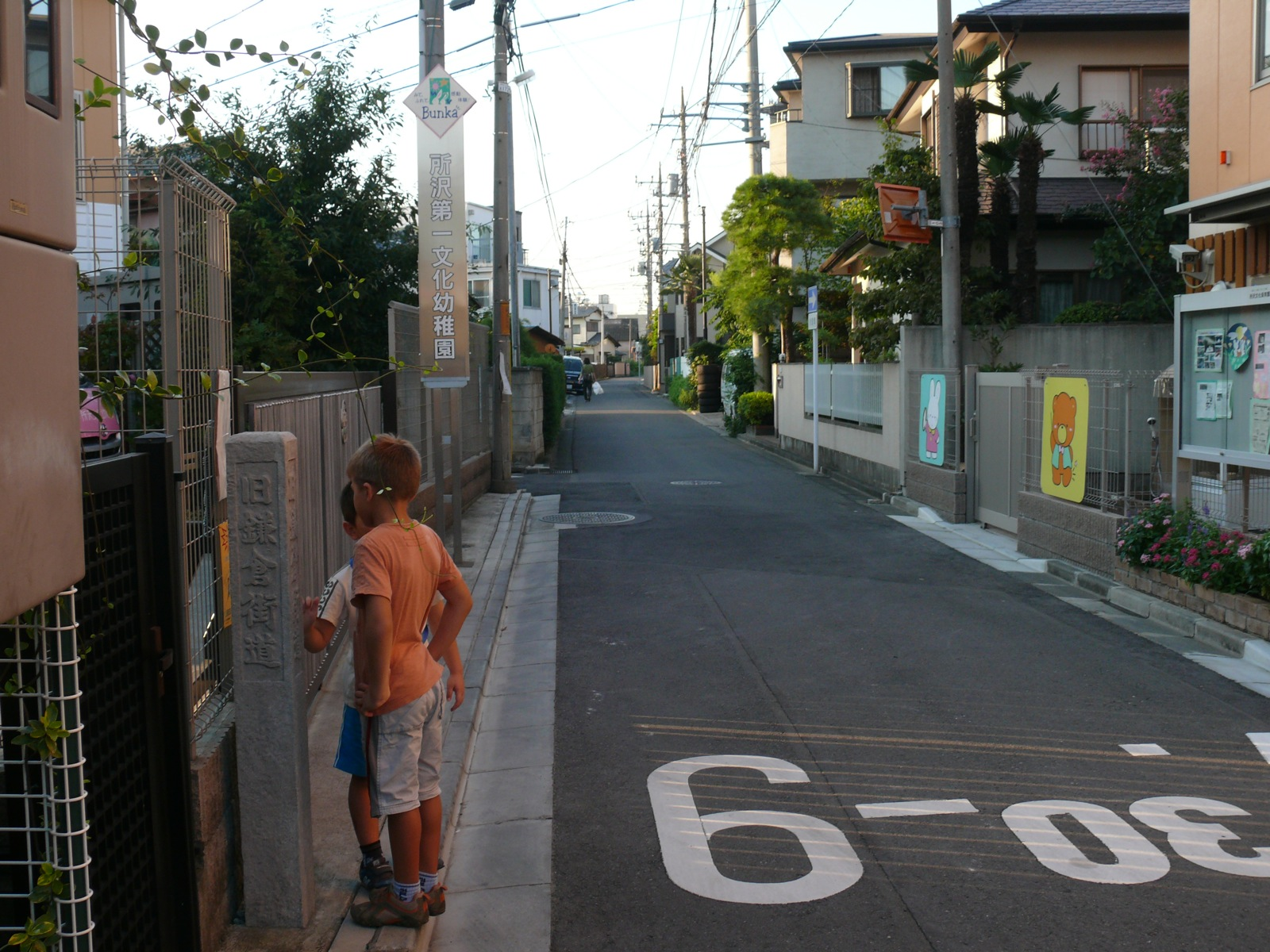
L'ancien Kamakura kaidō à Tokorozawa. On trouve souvent des indicateurs modernes comme celui à gauche quand le trajet de l'ancienne route est connu.

Kamakura kaidō (鎌倉街道, Kamakura Highway ou grand-route) est le nom générique d'un grand nombre de routes construites durant l'époque de Kamakura et qui convergeaient de toutes les directions vers la capitale militaire qu'était Kamakura, préfecture de Kanagawa au Japon. Cependant, la dénomination elle-même fut probablement créée durant la période Edo (1603-1868) pour désigner simplement toute route se dirigeant vers Kamakura. On l'utilise par exemple dans le Fudokikō,. Le célèbre Tōkaidō qui relie Kyoto à Kamakura peut ainsi être considéré comme un Kamakura kaidō. Des textes comme le Taiheiki et l'Azuma kagami voient les choses d'une perspective Kamakura-centrique et utilisent donc pour les mêmes routes des noms individuels issus de leur destination, par exemple « Kyōto Ōkan » ou le terme générique « Kamakura Ōkan, ». De nos jours, les routes pavées modernes qui suivent approximativement une des routes de l'ancien Kamakura kaidō se nomment soit Kamakura kaidō, comme la Route 18 Tokyo/Machida, ou ancien Kamakura kaidō. 

## Les trois routes principales
Les trois routes principales de la région du Kantō s'appelaient Kami no michi (« route du haut »), Naka no michi (« route du milieu ») et Shimo no michi (« route du bas ») ,,. Leur trajet est bien connu parce qu'il est décrit dans plusieurs ouvrages médiévaux. Elles se terminaient à la porte shinto (torii) devant l'entrée du sanctuaire Tsurugaoka Hachiman-gū à Kamakura. Comme les autres routes, celle-ci était construite pour permettre de rapides mouvements d'armée de et vers Kamakura et elles étaient d'une grande importance durant les nombreuses guerres internes de cette période. Le Kami no michi en particulier, fut emprunté par Nitta Yoshisada pour se rendre au siège de Kamakura en 1333, et tous les champs de bataille de cette campagne (par exemple Kotesashigahara et Kumegawa, tous les deux situés dans l'actuelle Tokorozawa, préfecture de Saitama, ou la bataille de Bubaigawara dans l'actuelle Fuchū) jalonnent donc son parcours.

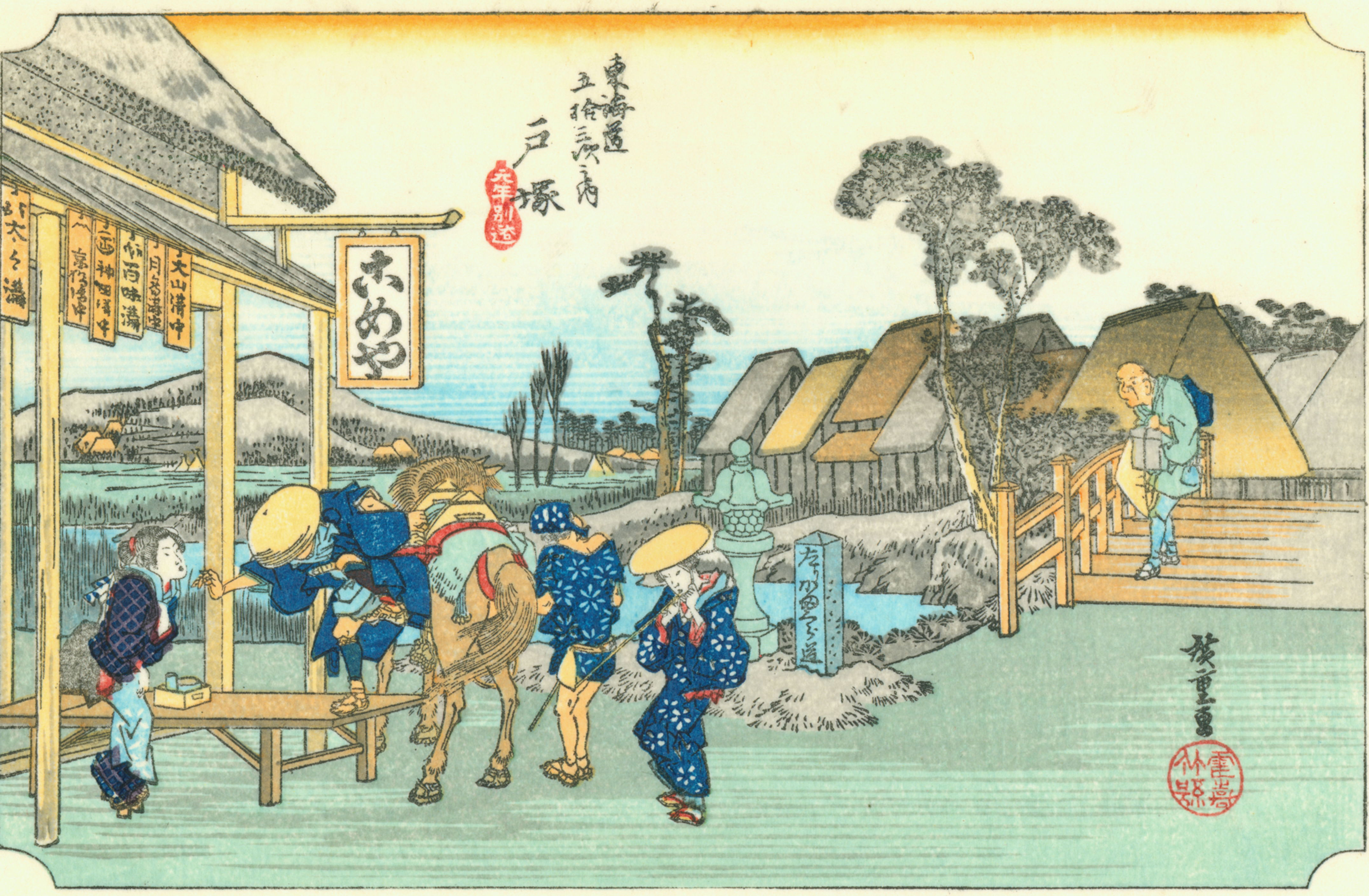
Hiroshige, Les Cinquante-trois Stations du Tōkaidō, Totsuka. Le signal avant le pont indique que la route vers la gauche est le Kamakura michi (route de Kamakura).

Le réseau des Kamakura kaidō/Ōkan resta important durant l'époque de Muromachi (1336-1573) parce que Kamakura continuait à être essentiel pour contrôler la région de Kantō. Cependant, après que le dernier Kantō kubō Ashikaga Shigeuji a été expulsé de Kamakura et qu'il se soit établi dans la province de Shimōsa, la suprématie du clan Go-Hōjō déplaça le centre économique et politique de Kantō à Odawara. Le coup fatal à ce réseau fut porté par les Tokugawa qui firent d'Edo leur capitale au XVIIe siècle. Avec la perte d'influence de Kamakura, le réseau se désagrégea et disparut même en certains endroits.
Bien qu'ils soient décrits dans plusieurs anciens textes comme l'Azuma Kagami, le Taiheiki, le Gukanshō et le Baishōron, le trajet exact des trois routes n'est pas connu avec certitude et leurs descriptions peuvent varier considérablement selon les sources. Les trois suivantes sont aussi par conséquent les trois plus probables.

### LeKami no michi
À partir de la porte de Tsurugaoka Hachiman-gū, le Kami no michi traversait le col de Kewaizaka, puis Susaki, Watauchi (actuelle Fujisawa), Karasawa, Iida (dans l'actuelle Yokohama), Seya, Tsuruma (actuelle Machida), Tamagawa, Bubai, Fuchū, Kokubunji, Sayama et Ogawa, puis, au col d'Usui, se divisait en trois pour former la route de la province de Shinano (qui allait vers l'actuelle préfecture de Nagano), celle de la province de Kōzuke (qui allait vers l'actuelle préfecture de Gunma) et celle de la province de Musashi.

### LeNaka no michi
Le Naka no michi se séparait du Tsurugaoka Hachiman-gū en virant à gauche et traversait le col de Kobukurozaka, Yamanouchi, Ofuna, Kasama (à l'intérieur de l'actuelle Yokohama), Nagaya, Futamatagawa, et Nakayama pour finalement y rejoindre le Kami no michi. À Kamakura, cette route est toujours appelée Kamakura kaidō.

### LeShimo no michi
Le Shimo no michi était une branche du Naka no michi dont il se détachait avant Tsurumi (au sein de l'actuelle Yokohama), puis traversait Maruko, Shibuya, Hatogaya, Yono, Iwatsuki, Iwatsuki, Koga, et Yūki avant d'atteindre Utsunomiya. À Maruko (près de l'actuelle Kawasaki), le Shimo no michi se scindait entre la route de la péninsule de Bōsō et celle de la province de Hitachi, la première allant à Kisarazu, la seconde à Shioka dans la préfecture d'Ibaraki au nord.